# Coup de majesté

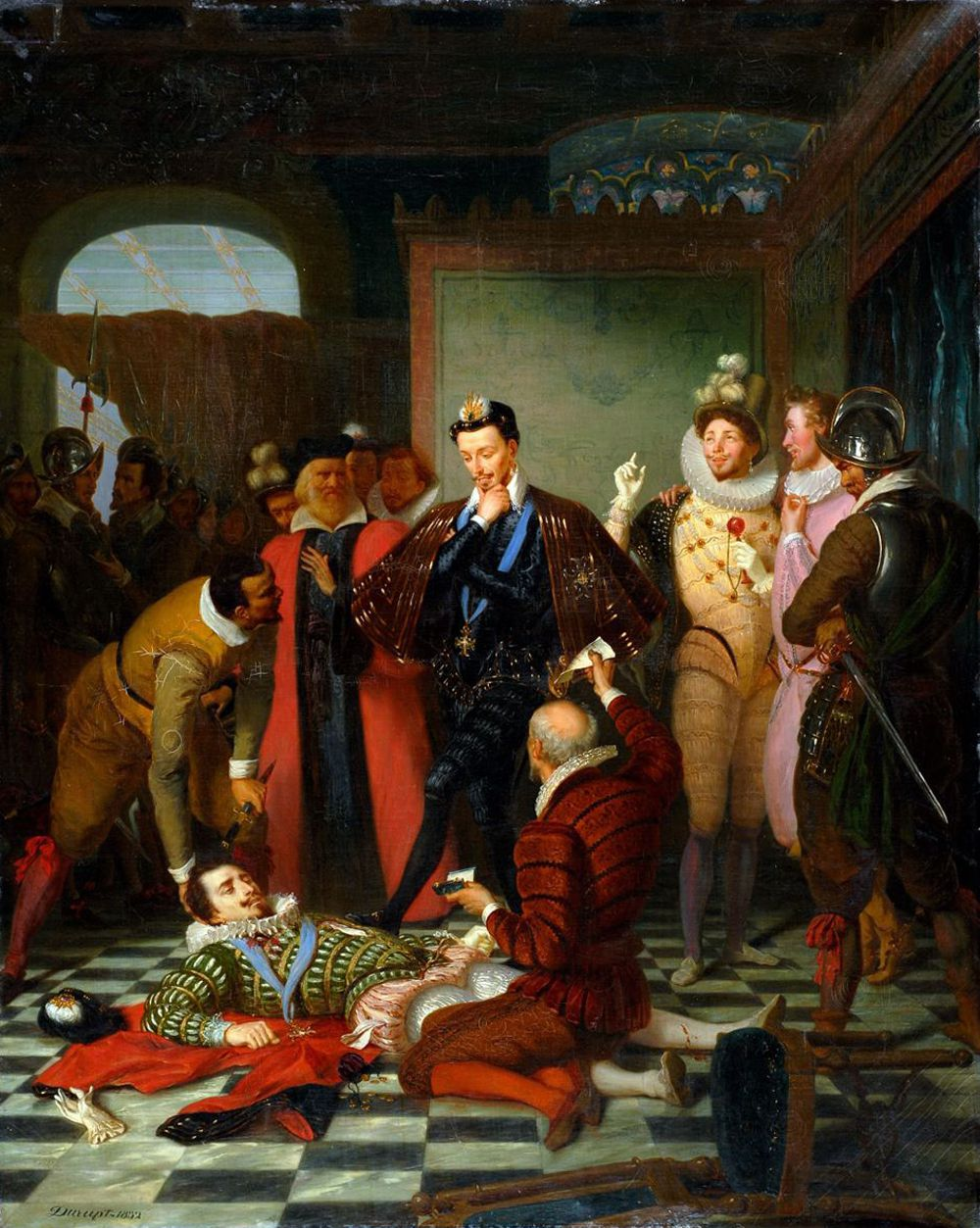
Henri III poussant du pied le cadavre du duc de Guise, peinture romantique de Charles Durupt, musée des beaux-arts de Blois (1832).

Sous l'Ancien Régime, un coup de majesté est un acte ou un ordre brutal dicté par le roi, notamment pour soumettre par la force un début d'opposition, voire de fronde ou de révolte à son encontre et pour ainsi rétablir son autorité ou son pouvoir. Les exemples les plus connus sont :
- l'assassinat du duc de Guise le 23 décembre 1588, sur ordre d'Henri III (lui-même assassiné un an plus tard en représailles) ;
- l'assassinat de Concino Concini le 24 avril 1617, sur ordre de Louis XIII ;
- l'arrestation de Nicolas Fouquet le 5 septembre 1661 par d'Artagnan, sur ordre de Louis XIV ;
- le coup de force de René-Nicolas de Maupeou sur les parlementaires parisiens le 20 janvier 1771, sur ordre de Louis XV.